# Sagrado profano
Sagrado profano è un singolo della cantante brasiliana Luísa Sonza e del rapper brasiliano KayBlack, pubblicato il 28 maggio 2024 come sesto estratto dal terzo album in studio della prima Escândalo íntimo.

## Video musicale
Il video, diretto da Diego Fraga, è stato reso disponibile in concomitanza con l'uscita del brano attraverso il canale YouTube di Sonza.

## Tracce
Testi e musiche di Luísa Sonza, Ariana Wong, Carolzinha, Douglas Moda, Jahnei Clarke, Jenni Mosello, Roy Lenzo e Yehonatan Aspril.
Download digitale, streaming
1. Sagrado profano – 3:16

Download digitale, streaming – MTG
1. Sagrado profano (MTG) (con Mulú) – 2:32

## Formazione
- Luísa Sonza – voce
- KayBlack – voce
- Ariana Wong – produzione
- Douglas Moda – produzione
- Jahnei Clarke – produzione
- Jonathan "Yoni" Asperil – produzione
- Roy Lenzo – produzione
- Arthur Luna – mastering
- Luciano Scalercio – missaggio
- Jonathan "Yoni" Asperil – registrazione

## Classifiche

### Classifiche settimanali
| Classifica (2024) | Posizione massima |
| ----------------- | ----------------- |
| Brasile           | 4                 |
| Portogallo        | 1                 |

### Classifiche di fine anno
| Classifica (2024) | Posizione |
| ----------------- | --------- |
| Brasile           | 45        |
| Portogallo        | 23        |